# Герб Алгарве
Ге́рб Алга́рве — символ королівства і провінції Алгарве, Португалія. Використовувався як неофіційний територіальний герб. Щит розтятий і перетятий. У першому і четвертому полях золотого кольору голова темношкірого мавританського короля (еміра) в срібному тюрбані. У другому і третьому полях червоного кольору голова світлошкірого християнського короля в золотій короні. Залежно від епохи чи гербовника герб мав різні модифікації: поля з мавританським еміром могли бути срібними, а сам мавр зображувався чорношкірим із пов'язкою на голові. Так само розташування еміра і короля могло мінятися місцями. Інколи в кожному полі зображали по парі голів, як представлено в гербовнику «Thesouro de Nobreza». Відомий з середини XVI століття. Офіційно ніколи не використовувався португальською владою, хоча був поширеним у картографії та декоративному мистецтві. Елементи герба Алгарве у вигляді голів короля і еміра мають герби майже усіх муніципалітетів округу Фару, створеного на теренах колишньої провінції Алгарве (виняток становлять Лагуш, Фару і Олян). Інші назви — чоти́ри голови́ (порт. quatro cabeças), чоти́ри короно́вані голови́ (порт. quatro cabeças coroadas).

## Історія

Cтарий герб

Перший відомий герб Алгарве датується початком XVI століття. Це срібний щит із трьома відрубаними чорними головами, на яких срібні пов'язки. Голови належать сарацинам або маврам, і символізують перемогу християн над ісламом.
Таке зображення з підписом «Алгарве» (Algarbi) зустрічається в «Арці слави Максиміліана І» (1515), створеній Альбрехом Дюрером. Його також можна побачити у правому верхньому куту деревориту «Діти Філіпа Красивого і Хуани Кастильської» (бл. 1521) авторства Яна ван Нойландта. Подібні відрубані голови маврів присутні на гербах Корсики і Сардинії.
У «Арці» Дюрера поруч із гербом Алгарве намальовано також інший: в розтятому і перетятому щиті дві мавританські голови і два погруддя християнського короля. Над ним підпис «Альджазіра» (Algisire). Згодом саме цей малюнок став вважатися Алгарвським гербом.
Новий герб Алгарве фіксується 1553 року на карті Єроніма Кока «Новий опис Іспанії». У ній подається розтятий і перетятий щит, в 1 і 4 полях якого голова короля, обернена передом, а в 2 і 3 полях — голова мавра, обернена ліворуч.
В «Універсальному гербовнику» (1660) Шарля Сегуа герб Алгарве розміщений останнім у списку іспанських гербів. Він повторює мотив зображення з карти Кока, але поля поміняні місцями: у 1 і 4 полях розміщена голова мавра, обернена праворуч, а в 2 і 3 полях — голова короля.
Кольорові версії герба відомі з кінця XVI — початку XVII століття. Одне з перший зображень міститься на карті «Португалії і Алгарве» португальського картографа Фернанду Алвару Секу (бл. 1559—1561), виданій в Амстердамі у першій половині XVII століття Це розтятий і перетятий щит, в 1 і 4 золотому полях якого чорна голова мавра, а в 2 і 3 полях — срібна голова короля із золотою короною.
Інший кольоровий варіант знаходимо на голландській карті «Португалії і Алгарве» (1670) під редакцією Фрідріха Віта. У ньому 1 і 4 поля щита золоті із золотою головою короля, а 2 і 3 поля — золоті із чорною головою мавра.
Два унікальних герба Алгарве наводить в гербовнику «Шляхетський скарб» (1675) Франсішку Коелю. В розділі «герби різних королівств» зображено срібний щит, розтятий і перетятий. У 1 і 4 полях чорні маврські голови, увінчані червоними пов'язками; у 2 і 3 полях — чотири голови християнських королів. У кожному полі пара голів. Герб підписаний «Алгарве» (Algarve). Водночас, в іншому розділі «сіл, міст і завоювань Португалії» подано «герб королівства обох Алгарве» (armas do Reyno dos Algarues). Це червоний щит із дев'ятьма золотими вежами або замками, розташованими у три ряди по три. Таке зображення не зустрічається в інших документах, його символіка невідома: можливо це вежі з облямівки старого герба Португалії, або головні міста обох Алгарве, європейського і африканського.

## Галерея

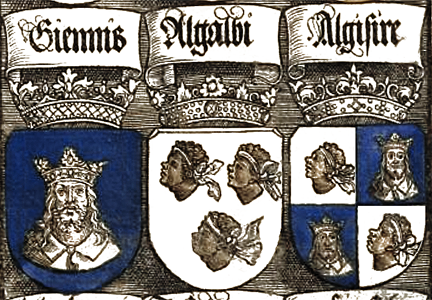
«Арка слави», 1515
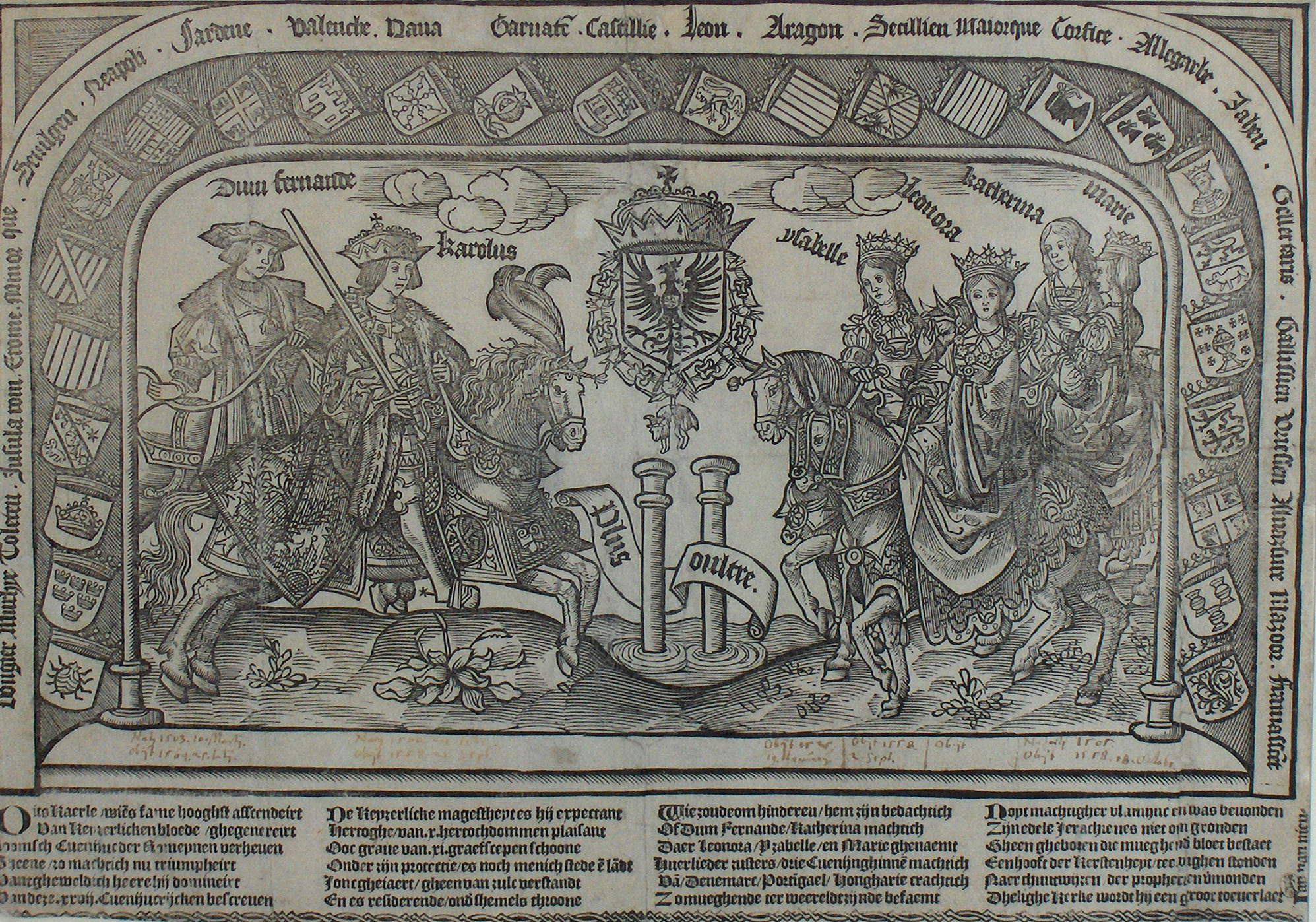
«Діти Філіпа і Хуани», 1521
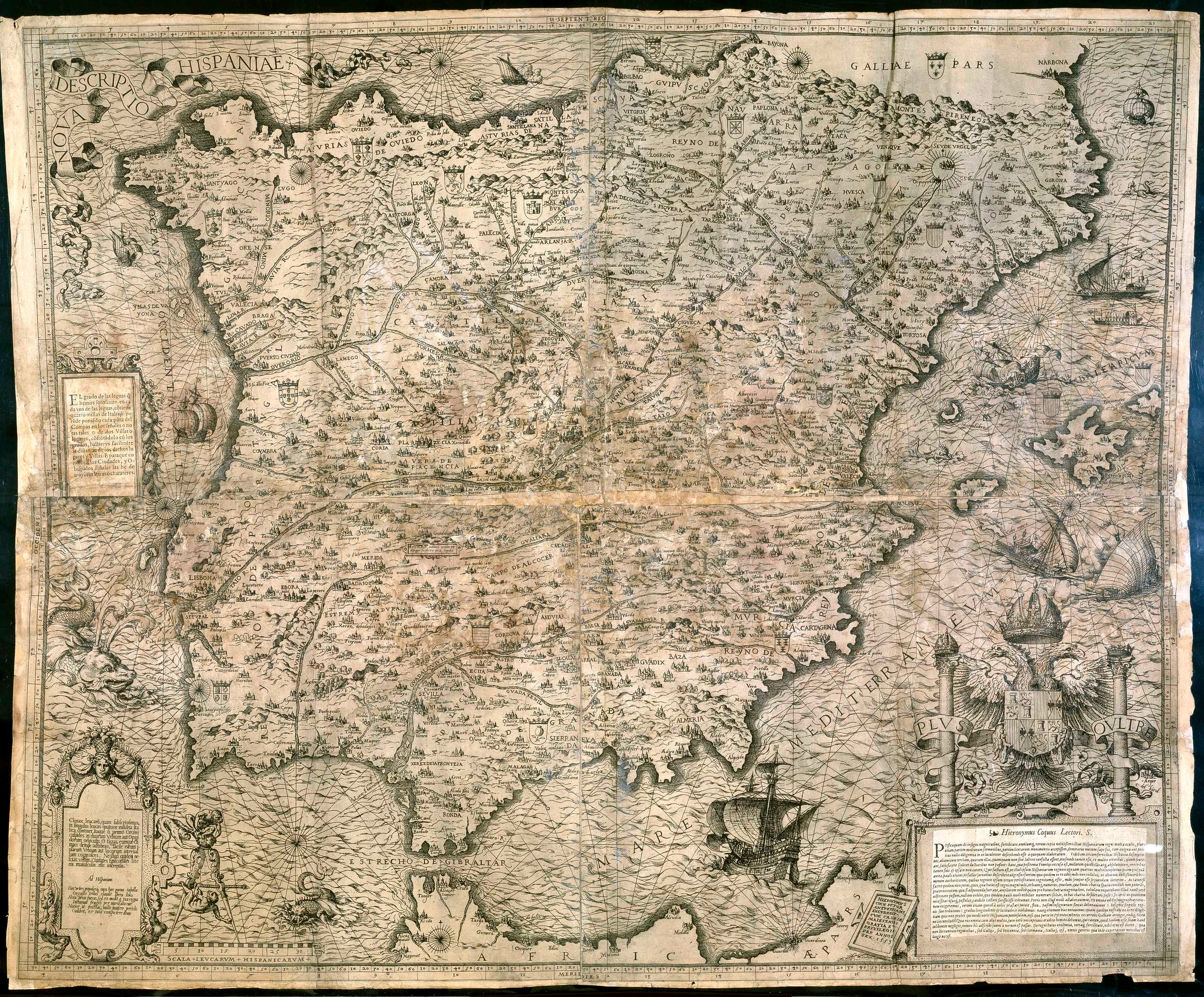
«Новий опис Іспанії», 1553
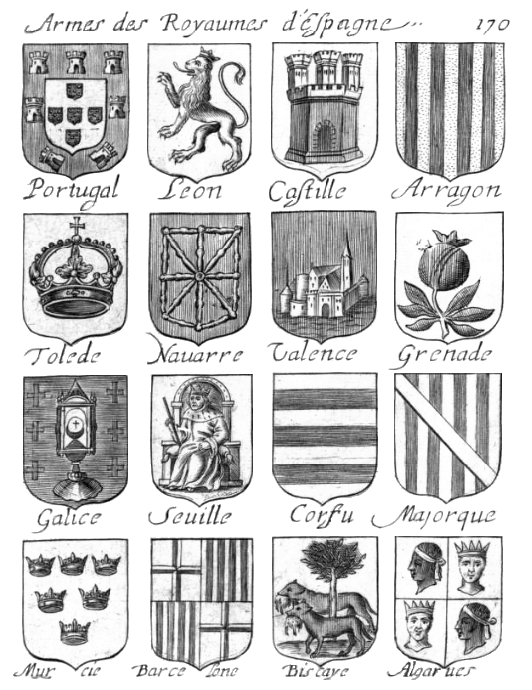
«Універсальний гербовник, 1660
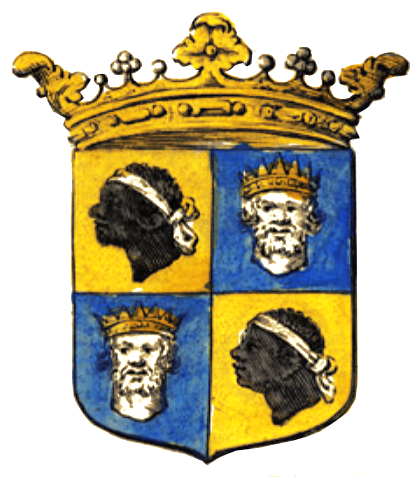
Герб з «Португалії і Алгарве», XVII ст.
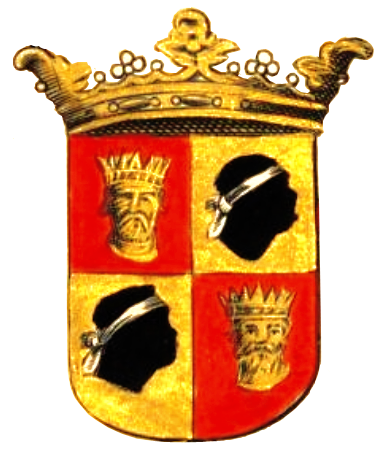
Герб з «Португалії і Алгарве», 1670
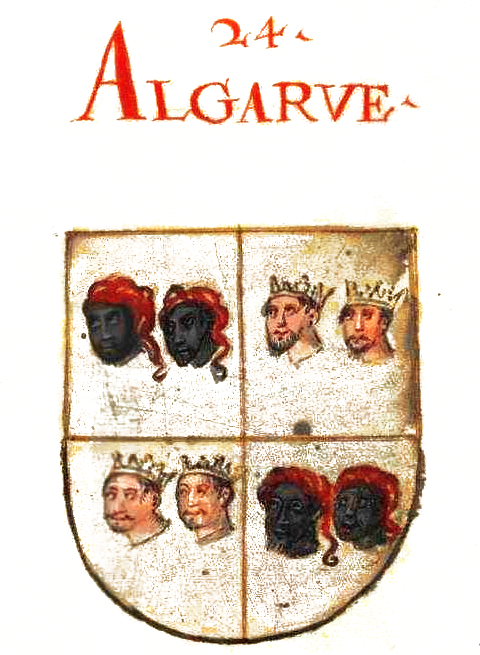
Алгарве, «Шляхетський скарб», 1675
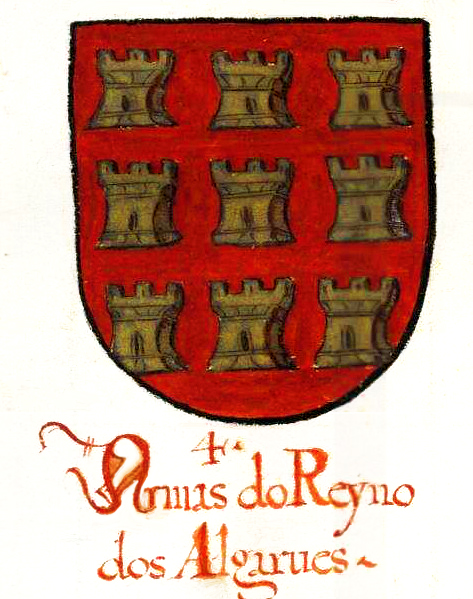
Королівство обох Алгарве, «Шляхетський скарб», 1675